# جوزيف بيرك (محامي)
جوزيف بيرك (بالإنجليزية: Joseph Burke)‏ هو قاضي ومحامي أمريكي، ولد في 2 مارس 1888، وتوفي في 31 يناير 1990.